# Fosse submandibulaire
La fosse submandibulaire (ou fossette sous-maxillaire ou fossette sous-mandibulaire ) est une dépression osseuse située sur la face postérieure du corps de la mandibule entre son bord inférieur et la ligne mylo-hyoïdienne. Elle reçoit la glande submandibulaire.